# Naturschutzgebiet Dolinen im Mahlholz
Das Naturschutzgebiet Dolinen im Mahlholz liegt im Naturraum Steigerwald und erstreckt sich über eine Fläche von rund 31 Hektar. Es befindet sich im Gebiet der Stadt Gerolzhofen im unterfränkischen Landkreis Schweinfurt, etwa zwischen Gerolzhofen im Westen und dem Oberschwarzacher Ortsteil Wiebelsberg im Süden. Die Ausweisung als Schutzgebiet erfolgte im Jahr 1980.

## Geographische Lage
Das Schutzgebiet liegt am westlichen Rand des Mittelgebirges Steigerwald, das weitgehend mit dem gleichnamigen Naturpark übereinstimmt. Es befindet sich inmitten eines kleineren, zusammenhängenden Waldkomplexes im Landkreis Schweinfurt, innerhalb des Stadtgebiets von Gerolzhofen.
Nordwestlich des Schutzgebiets erstreckt sich das Stadtgebiet von Gerolzhofen. Östlich liegt Waldesruh, ein Stadtteil von Gerolzhofen, während sich südlich der Oberschwarzacher Ortsteil Wiebelsberg anschließt. In unmittelbarer Nähe befinden sich dort auch der geschützte Landschaftsbestandteil Zwei Hecken an den Burgwegäckern sowie die beiden Erhebungen Neuberg (352 m ü. NHN) und Alter Berg (341 m ü. NHN). Südwestlich schließen sich der Schallfelder Wald und das Naturdenkmal Eichelmannsee an.
Das Naturschutzgebiet liegt vollständig innerhalb mehrerer übergeordneter Schutzkulissen: dem FFH-Gebiet Buchenwälder und Wiesentäler des Nordsteigerwalds, dem Vogelschutzgebiet Oberer Steigerwald sowie dem Naturpark Steigerwald.

## Schutzgründe und Geschichte
Das Schutzgebiet ist ein Laubmischwald mit Karsterscheinungen und Dolinenfeldern im Grundgips. Dabei sind sowohl wassergefüllte Dolinen (Lokven) als auch Schlucklöcher (Ponore) vertreten.
Die Dolinen sind vom Bayerischen Landesamt für Umwelt als wertvolles Geotop (Geotop-Nummer: 678R007) ausgewiesen. In feuchteren Bereichen finden sich Erlenbruchwald und Grauweidengebüsche mit typischer Vegetation.
Das Schutzgebiet wurde von der Behörde 1980 unter Schutz gestellt.

## Natürliche Waldentwicklung
Im Rahmen des Förderprogramms Klimaangepasstes Waldmanagement, das vom Bundesministerium für Umwelt, Naturschutz, nukleare Sicherheit und Verbraucherschutz unterstützt wird, wurde ein Teil des Naturschutzgebiets befristet aus der forstlichen Nutzung genommen.
Ziel ist es, die natürliche Waldentwicklung zu fördern und die Resilienz des Ökosystems gegenüber den Folgen des Klimawandels zu stärken.

## Artnachweise
Im Naturschutzgebiet wird regelmäßig und mehrmals im Jahr der Hirschkäfer beobachtet. Der Mahlholz-Bestand besteht größtenteils aus durchgewachsenen Mittelwald-Arealen mit einer Vielfalt von Baumarten wie Stieleiche, Hainbuche, Feldahorn, Speierling und Elsbeere. Die ehemaligen Mittelwaldbestände im Mahlholz sind im Prozess der Umwandlung und verzeichnen ein kontinuierliches Wachstum.
Dieser Übergang zu dichteren und gestuften Baumbeständen wird entlang des gesamten Steigerwaldtraufs fortschreiten, insbesondere beschleunigt durch den Eintrag von Stickstoff in die Waldökosysteme. Offene, warme Bodenbereiche spielen eine entscheidende Rolle für das Bestehen von Hirschkäferpopulationen.
Die Zukunft der Eichenbestände in diesem Gebiet erscheint aufgrund der Lichtverhältnisse und des Vorkommens von Schalenwild gefährdet. Daher wird die Habitatqualität für den Hirschkäfer als mittelmäßig bis schlecht (C) bewertet. Obwohl die Hirschkäferpopulation klein ist, bleibt sie stabil.